# Stadio Fonte dell’Ovo
Stadio Fonte dell’Ovo – piłkarski stadion ulokowany w mieście San Marino, stolicy San Marino. Ma pojemność 600 osób. Służy 8 drużynom: SP Cailungo, SS Cosmos, SP La Fiorita, AC Libertas, SS Murata, SS San Giovanni, SP Tre Penne i AC Virtus. Otwarty w 1984, odnowiony w 2008. Posiada sztuczną trawiastą nawierzchnię. Mieści się przy Strada di Montecchio.